# جوزف اچ. لوئیس
جوزف اچ. لوئیس (انگلیسی: Joseph H. Lewis؛ ۶ آوریل ۱۹۰۷ – ۳۰ اوت ۲۰۰۰) یک کارگردان اهل ایالات متحده آمریکا بود.

## بخشی از فیلمشناسی
- سواره نظام هفتم
- شمشیرزنی